# 中华曙猿化石地点
中华曙猿化石地点，位于江苏省常州市溧阳市，是中华人民共和国全国重点文物保护单位之一。
2006年6月5日，公布为江苏省文物保护单位，2013年5月公布为全国重点文物保护单位，是一座古遗址。